# Giovanni Battista Tommasi
Fra' Giovanni Battista Tommasi (Cortona, 6 ottobre 1731 – Catania, 13 giugno 1805) fu Principe e Gran Maestro del Sovrano Militare Ordine di Malta.

## Biografia
Nato a Cortona, fu figlio cadetto di una delle più importanti famiglie cortonesi che fin dal XV secolo aveva donato all'ordine dodici cavalieri. Visse in patria fino al 1745 anno nel quale si recò a Malta per essere ricevuto nell'Ordine Gerosomilitano in qualità di Paggio del Gran Maestro Pinto de Fonseca, sotto la protezione degli zii paterni e materni. Nell'archivio di casa Tommasi si conservano quarantanove suoi Giornali di bordo, a partire dalla prima Caravana del 1749 per arrivare alla Campagna del 1784 nella quale comandò la Squadra delle navi maltesi al bombardamento di Algeri, come Luogo Tenente Generale delle Armi in mare del Gran Maestro, massima carica militare dell'ordine.
Dopo cinque campagne compiute come Caravanista, prima sopranumerario poi fisso, divenne Insegna, poi Tenente, quindi Ufficiale in seconda e nel 1760 Campitano assumendo il comando di uno Sciabecco, nave non molto grande ma veloce e ben armata che imbarcava 250 uomini ed adatta al pattugliamento costiero. Dopo una brillante carriera che lo vide da prima come semplice cavaliere divenne Commendatore, Balì e, infine, Gran Croce. Fu Capitano di Paviglione della Squadra e, infine, Luogotenente Generale delle Armi in mare del Gran Maestro e Comandante dei Vascelli nel 1783. A compenso dei suoi servigi godette della Commenda Fiorucci di Pietralunga in Umbria, di quella di Modica e Randazzo in Sicilia, di quella di San Giovanni di Troia in Puglia, del Baliaggio di San Cassiano in Umbria e di altri importanti benefici. Alla morte del Gran maestro di Rohan il Balì Tommasi era fra i più qualificati alla successione e presso di lui si radunò l'Assemblea del partito antitedesco, ma gli intrighi internazionali dei quali è ricco questo periodo storico, favorì l'elezione di Ferdinando von Hompesch che avvenne il 17 luglio 1797.
Membro della Massoneria, nel 1788 fu Venerabile della loggia di Malta "Saint-Jean d'Ecosse du Secret et de l'Harmonie", fondata nel 1764, sciolta nel 1771 e ricostituita nel 1785 dal conte Johann Kollowrat.
Nel 1798 a seguito della conquista francese dell'isola di Malta, i cavalieri vennero costretti all'esilio. Una parte dei cavalieri andò in Russia e scelse come nuovo gran maestro l'imperatore Paolo I, ma la scelta non fu accettata dal Papa perché l'imperatore era di religione ortodossa. Alla morte di Paolo I, il nuovo imperatore Alessandro I rinunciò ad assumere la carica di gran maestro e nominò luogotenente il suo primo ministro in attesa che l'Ordine eleggesse un nuovo gran maestro. Per l'impossibilità di riunire i cavalieri, la scelta fu demandata al Papa e cadde su Tommasi, che accettò e convocò un'assemblea generale dell'Ordine a Messina, dove i cavalieri convenuti ratificarono la sua nomina (1803). Dopo l'assemblea, i cavalieri si stabilirono temporaneamente a Messina. Anche Alessandro I riconobbe l'elezione, inviando a Tommasi le insegne di gran maestro che erano state detenute da suo padre Paolo I.
Trasferito poi l'ordine a Catania nel 1804, risultati vani i progetti di riprendere l'isola di Malta, occupata dagli Inglesi, qui morì il 13 giugno 1805. Alla sua morte, per 75 anni, non venne eletto alcun gran maestro ma semplicemente dei luogotenenti generali con il compito di reggere l'ordine in attesa di una regolare elezione, che sarebbe stata approvata dal pontefice solo nel 1879.